# کنیسه کمال
کنیسه کمال مربوط به دوره صفوی است و در یزد، خیابان امام، کوچه مشروطه واقع شده و این اثر در تاریخ ۷ مهر ۱۳۸۱ با شمارهٔ ثبت ۶۳۳۳ به‌عنوان یکی از آثار ملی ایران به ثبت رسیده است.